# Canal de São Lourenço
O Canal de São Lourenço (em inglês:  Saint Lawrence Seaway e em francês:  La Voie Maritime du Saint-Laurent), é o nome comum para um sistema de eclusas e canais que permite que navios transoceânicos viajem do oceano Atlântico aos Grandes Lagos na América do Norte, até ao lago Superior. Legalmente, o canal se estende a partir de Montreal para o lago Erie, incluindo o Canal de Welland. O canal recebeu esse nome por causa do rio São Lourenço, que vai do Lago Ontário até ao oceano Atlântico. Esta seção do canal não é um canal contínuo, mas inclui trechos de canais navegáveis no rio, uma série de comportas, bem como canais feitos para contornar corredeiras e barragens no interior. Um número de bloqueios são gerenciados pela canadense Saint Lawrence Seaway Management Corporation e outros pela Saint Lawrence Seaway EUA Development Corporation.

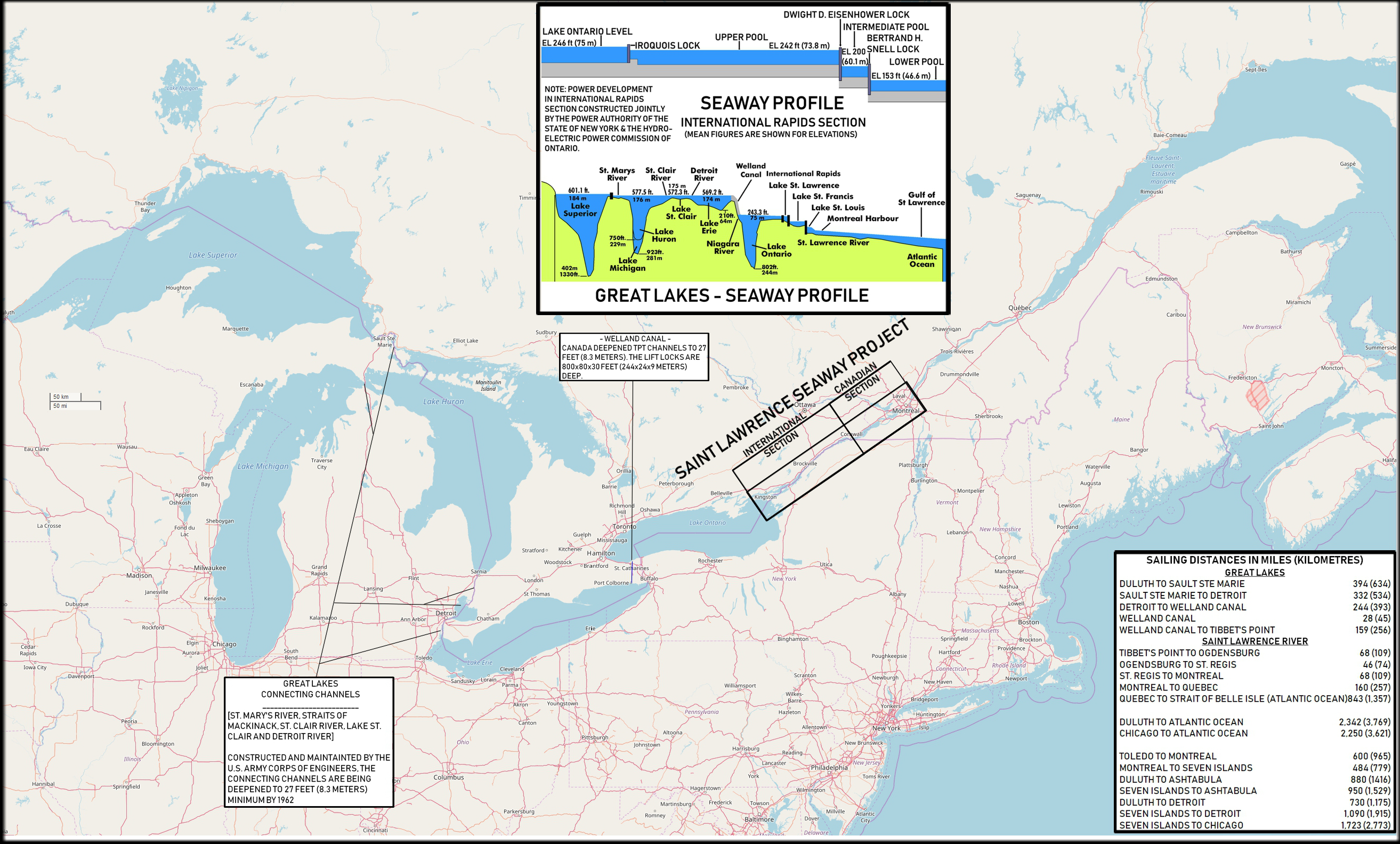
Mapa de 1959 mostrando a extensão desde o Golfo de São Lourenço no leste até o terminal no extremo oeste do Lago Superior.

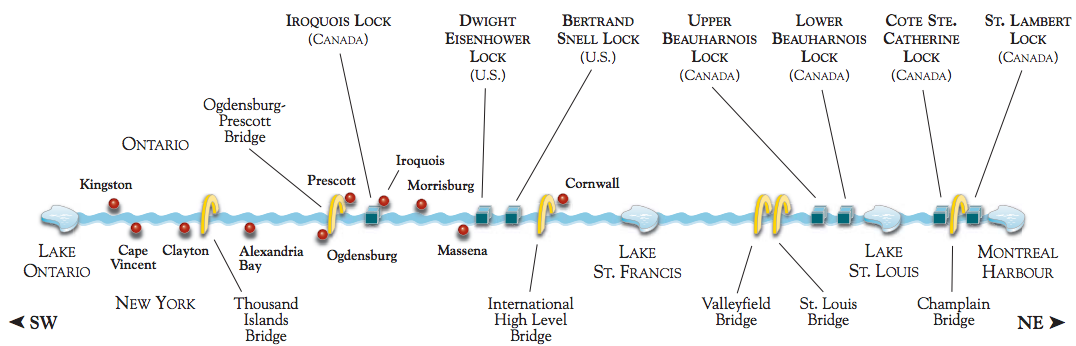
Esquema de eclusas e cruzamentos do Canal de São Lourenço.